# Liste der Monuments historiques in Brasseuse
Die Liste der Monuments historiques in Brasseuse führt die Monuments historiques in der französischen Gemeinde Brasseuse auf.

## Liste der Objekte
| Bezeichnung | Beschreibung          | Standort                       | Kennzeichnung | Schutzstatus | Datum | Bild |
| ----------- | --------------------- | ------------------------------ | ------------- | ------------ | ----- | ---- |
| Glocke      | Bronze, 1714 gegossen | in der Kirche St-Pierre (Lage) | PM60005386    | Inscrit      | 2019  |      |